# Schwarzschwanz-Neuguineabeutelmaus

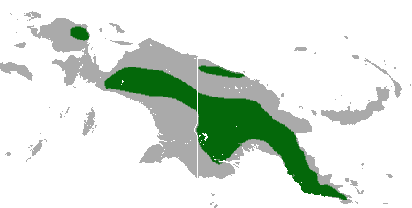
Verbreitungsgebiet der Schwarzschwanz-Neuguineabeutelmaus.

Die Schwarzschwanz-Neuguineabeutelmaus (Murexia melanurus) kommt im zentralen Hochland von Neuguinea, im Arfakgebirge im Nordosten der Halbinsel Vogelkop, im Torricelligebirge im Norden der Provinz Sandaun und teilweise auch in den unmittelbar angrenzenden Tieflandgebieten vor.

## Merkmale
Die Männchen der Schwarzschwanz-Neuguineabeutelmaus haben eine Kopf-Rumpf-Länge von 9,1 bis 16,5 cm, einen 10 bis 16,5 cm langen Schwanz und wiegen 26 bis 69,5 g. Weibchen bleiben mit Kopf-Rumpf-Längen von etwa 10 cm, Schwanzlängen von 11 bis 14,3 cm und einem Gewicht von 17 bis 44 g deutlich kleiner. Dabei ist die Größe der Tiere abhängig von der Höhe ihres Lebensraums. Unterhalb von 300 Metern können sie über 60 g schwer werden, während diejenigen aus Höhen von etwa 2000 Metern viel kleiner bleiben. Besonders groß werden die in den küstennahen Torricelli-Bergen lebenden Exemplare. Sie unterscheiden sich auch durch ihr helles Fell von den übrigen Schwarzschwanz-Neuguineabeutelmäusen. Merkmale, die die Schwarzschwanz-Neuguineabeutelmäuse von anderen Neuguineabeutelmäusen unterscheiden sind der schwarze Schwanz und kastanienfarbene Flecken hinter den Ohren.

## Lebensraum und Lebensweise
Die Schwarzschwanz-Neuguineabeutelmaus ist in Sekundärwäldern oder Pandanusgebüschen häufiger als in Primärregenwäldern. Sie kommt von Meeresniveau bis in Höhen von 2800 Metern über dem Meeresspiegel vor und ernährt sich vor allem von Wirbellosen. Von Kotproben, die von Wissenschaftlern untersucht wurden, enthielten 96 % die Überreste von Käfern, Schnabelkerfe und Spinnen hatten einen Anteil von 56 %, bei 48 % waren Reste von Heuschrecken vorhanden, Schaben hatten einen Anteil von 16 % und bei 12 % der Kotproben konnte man Motten und Schmetterlinge, Fliegen, Ohrwürmer, Würmer und Knochen und Haare von kleinen Wirbeltieren identifizieren. Die Schwarzschwanz-Neuguineabeutelmaus ist wahrscheinlich vor allem baumbewohnend (arboreal), nachtaktiv und baut zum Ruhen Nester aus Blättern.

## Fortpflanzung
Die Tiere pflanzen sich wahrscheinlich während des ganzen Jahres fort. Weibchen bekommen vier Jungtiere, was der Zahl ihrer Zitzen entspricht. Die Trächtigkeitsdauer liegt bei etwa 22 Tagen. Die Jungtiere verlassen den Beutel, wenn sie 7 bis 10 g wiegen, und werden gesäugt, bis sie 15 bis 20 g schwer sind. Danach bleiben sie noch für einige Monate beim Weibchen. Männchen werden im Alter von 8 Monaten geschlechtsreif, Weibchen sind dann etwa 12 Monate alt.

## Gefährdung
Die IUCN stuft die Schwarzschwanz-Neuguineabeutelmaus als nicht gefährdet (least concern) ein. Sie ist weit verbreitet und in ihrem Lebensraum gibt es mehrere Schutzgebiete.